# EKW C-3602
EKW C-3602 est un avion militaire suisse construit par les Ateliers fédéraux de construction (A+C) de Thoune destiné à la reconnaissance lointaine et à l'appui au sol.

## Historique
C'est une évolution de l'étude du C-36 de monsieur Thouret auquel le EKW C-35 a été préféré en 1936. Un prototype C-3601 avec un Hispano-Suiza HS-77 12Y de 860 cv et qui devait recevoir un moteur de 1000 cv s'écrase le 20 aout 1938 à la suite d'un problème d'aéroélasticité conduisant à la perte des ailerons et à l'évacuation en parachute du pilote. Le choix est fait de reconstruire directement un nouveau prototype avec une cellule modifiée et un moteur de 1000 cv. L'appareil est testé par les troupes d'aviation entre le 21 avril et le 30 mai 1940 avant de retourner chez le constructeur pour des tests statiques destructifs et la préparation de la pré-série C-3603.

## Description
Sa construction est entièrement métallique. C'est un biplace monoplan à ailes basses cantilever et à train d'atterrissage classique fixe. Le moteur est un Hispano-Suiza HS-51 12 Y.
L'empennage comporte deux dérives. 
Le pilote dispose d'un canon tirant à travers le moyeu du moteur et de mitrailleuses dans les ailes. L'observateur dispose d'une mitrailleuse.